# G-Man (album)
Albums de Sonny Rollins
The Solo Album
(1985) Dancing in the Dark
(1987)
G-Man est un album live de jazz du saxophoniste ténor Sonny Rollins sorti en 1986 sur le label Milestone. Rollins est accompagné par son quintet habituel à cette période avec Clifton Anderson au trombone, Mark Soskin au piano, Bob Cranshaw à la basse et Marvin Smitty Smith à la batterie. L'album est aussi la bande son du film-documentaire Saxophone Colossus sorti la même année.

## Réception
Le critique et auteur de jazz Scott Yanow commente l'album sur AllMusic en indiquant que le saxophoniste « est en bonne forme », l'album ne présentant pas un contenu réellement nouveau mais « propose des messages passionnés dans l'esprit qui le caractérise » et précise également que le document vidéo qui reprend une partie de ces morceaux vaut vraiment le coup.
L'auteur Richard Palmer fait remarquer l'excellente forme physique du saxophoniste sur cet enregistrement et écrit que « la musique se diffuse simplement de lui, combinant une maîtrise classique avec une spontanéité insouciante et gamme dynamique sans défaut ». Le critique musical Robert Christgau a bien apprécié cet album et écrit « c'est excitant, amusant, un divertissement, et toutes ces choses formidables que le rock and roll est censé être, et qui l'est si rarement de nos jours » et ajoute à propos du morceau G-Man, « Rollins est au sommet - un showman qui ne surjoue pas, un virtuose sans jamais être prétentieux ou (dans cette situation), même difficile ... De tout temps je n'ai jamais autant apprécié un enregistrement ».

## Titres
Le disque LP d'origine propose trois morceaux avec une durée totale inférieure à 35 minutes. Un morceau supplémentaire intitulé Tenor Madness (Sonny Rollins -12:01) est ajouté sur l'album au format CD (ref. Milestone 9150-2).
| N°     | Titre                   | Compositeur                   | Durée |
| ------ | ----------------------- | ----------------------------- | ----- |
| Face 1 |                         |                               |       |
| 1.     | G-Man                   | Sonny Rollins                 | 15:05 |
| Face 2 |                         |                               |       |
| 2.     | Kim                     | Sonny Rollins                 | 5:48  |
| 3.     | Don't Stop the Carnival | Sonny Rollins, traditionnelle | 11:10 |

La bande son du film Saxophone Colossus de Robert Mugge intègre notamment les morceaux G-Man et Don't Stop the Carnival. Il présente le saxophoniste et son quintet accompagné par un orchestre, lors de concerts réalisés à Tokyo et New York en 1986.

## Enregistrement
Les morceaux sont enregistrés à New York le 3 juin pour les titres 1 et 5, le 5 aout pour les titres 2 et 3 et enfin le 9 septembre 1989 pour les autres titres (4, 6 et 7).
| Musicien            | Instrument      |  | Équipe technique               |                      |
| ------------------- | --------------- |  | ------------------------------ | -------------------- |
| Sonny Rollins       | saxophone ténor |  | Sonny Rollins, Lucille Rollins | producteurs          |
| Clifton Anderson    | trombone        |  | George Horn                    | mastering            |
| Mark Soskin         | piano           |  | Randy Ezratty                  | ingénieur            |
| Bob Cranshaw        | basse           |  | Phil Carroll                   | direction artistique |
| Marvin Smitty Smith | batterie        |  |                                |                      |